# Aleksandar Katanić
Aleksandar Katanić (in serbo Александар Катанић?; Loznica, 15 agosto 1995) è un calciatore serbo, attaccante del Swieqi Utd.

## Carriera
Il 21 gennaio 2022 viene acquistato a titolo definitivo dalla squadra finlandese dell'Honka.

## Statistiche

### Presenze e reti nei club
Statistiche aggiornate al 29 aprile 2022.
| Stagione            | Squadra          | Campionato      | Campionato | Campionato | Coppe nazionali | Coppe nazionali | Coppe nazionali | Coppe continentali | Coppe continentali | Coppe continentali | Altre coppe | Altre coppe | Altre coppe | Totale | Totale |
| Stagione            | Squadra          | Comp            | Pres       | Reti       | Comp            | Pres            | Reti            | Comp               | Pres               | Reti               | Comp        | Pres        | Reti        | Pres   | Reti   |
| ------------------- | ---------------- | --------------- | ---------- | ---------- | --------------- | --------------- | --------------- | ------------------ | ------------------ | ------------------ | ----------- | ----------- | ----------- | ------ | ------ |
| feb.-giu. 2018      | Teleoptik        | 1L              | 5          | 0          | CS              | -               | -               |                    | -                  | -                  |             | -           | -           | 5      | 0      |
| 2018-feb. 2019      | Bačka B. Palanka | 1L              | 5          | 0          | CS              | -               | -               |                    | -                  | -                  |             | -           | -           | 5      | 0      |
| feb.-giu. 2019      | Bežanija         | 1L              | 10         | 5          | CS              | -               | -               |                    | -                  | -                  |             | -           | -           | 10     | 5      |
| 2019-2020           | Metalac          | 1L              | 29         | 19         | CS              | 1               | 0               |                    | -                  | -                  |             | -           | -           | 30     | 19     |
| 2020-2021           | Metalac          | SL              | 31         | 8          | CS              | 1               | 0               |                    | -                  | -                  |             | -           | -           | 32     | 8      |
| lug. 2021           | Metalac          | SL              | 1          | 0          | CS              | -               | -               |                    | -                  | -                  |             | -           | -           | 1      | 0      |
| Totale Metalac      | Totale Metalac   | Totale Metalac  | 61         | 27         |                 | 2               | 0               |                    | -                  | -                  |             | -           | -           | 63     | 27     |
| ago. 2021-gen. 2022 | Mladost Lučani   | SL              | 12         | 0          | CS              | -               | -               |                    | -                  | -                  |             | -           | -           | 12     | 0      |
| 2022                | Honka            | VL              | 1          | 0          | CF+CdL          | 0+4             | 0+2             |                    | -                  | -                  |             | -           | -           | 5      | 2      |
| Totale carriera     | Totale carriera  | Totale carriera | 94         | 32         |                 | 6               | 2               |                    | -                  | -                  |             | -           | -           | 100    | 34     |

## Palmarès

### Club

#### Competizioni nazionali
- Coppa di Lega finlandese: 1

Honka: 2022